# Foetidia delphinensis
Foetidia delphinensis är en tvåhjärtbladig växtart som beskrevs av Jean Marie Bosser. Foetidia delphinensis ingår i släktet Foetidia och familjen Lecythidaceae. Inga underarter finns listade i Catalogue of Life.